# Sines
Sines és una ciutat portuguesa del districte de Setúbal, la regió d'Alentejo i subregión de l'Alentejo Litoral, amb prop de 18.298 habitants (2015 INE). On troba el més gran i la primera zona portuària de Portugal i la principal ciutat de la logística portuària i industrial a Portugal i el lloc de naixement de Vasco da Gama. És la seu d'un municipi amb 203,30 km² d'àrea i 18.598 habitants (2015 INE), dividit en dues parròquies.
El municipi limita al nord i a l'est amb el municipi de Santiago do Cacém, al sud i a l'oest amb Odemira té costa sobre l'oceà Atlàntic.
El litoral de la ciutat, al sud de San Torpes, és part del Parc Natural del Sud-oest Alentejano i Costa Vicentina.

## Població de Sines

Mapa de Sines

| Població del concelho de Sines (1801 – 2004) | Població del concelho de Sines (1801 – 2004) | Població del concelho de Sines (1801 – 2004) | Població del concelho de Sines (1801 – 2004) | Població del concelho de Sines (1801 – 2004) | Població del concelho de Sines (1801 – 2004) | Població del concelho de Sines (1801 – 2004) | Població del concelho de Sines (1801 – 2004) | Població del concelho de Sines (1801 – 2004) |
| -------------------------------------------- | -------------------------------------------- | -------------------------------------------- | -------------------------------------------- | -------------------------------------------- | -------------------------------------------- | -------------------------------------------- | -------------------------------------------- | -------------------------------------------- |
| 1801                                         | 1849                                         | 1900                                         | 1930                                         | 1960                                         | 1981                                         | 1991                                         | 2001                                         | 2004                                         |
| 1.766                                        | 2.632                                        | Integrat a Santiago do Cacém                 | 7.666                                        | 8.866                                        | 12.075                                       | 12.347                                       | 13.577                                       | 13.613                                       |

## Freguesies
- Porto Covo
- Sines

## Personatges Il·lustres
- Vasco da Gama, navegant
- João Daniel de Sines
- Cláudia de Campos - escriptora
- Emmerico Nunes - Uno de los pioners del còmic a Portugal, escriví a Sines.
- Arlete Argente Guerreiro - Poetessa.
- João Martins - jugador de futbol del Sporting Clube de Portugal
- Al Berto - poeta.